# روبيرتو ستيلوني
روبيرتو ستيلوني (بالإيطالية: Roberto Stellone)‏ (22 يوليو 1977 بروما في إيطاليا - ) هو مدرب كرة قدم ولاعب كرة قدم إيطالي في مركز الهجوم. لعب مع نادي بارما ونادي تورينو ونادي جنوى ونادي ريجينا ونادي فروسينوني ونادي لوكيزي ونادي ليتشي ونادي نابولي وAS Lodigiani ‏ وAtletico Roma FC ‏.

## روابط خارجية
- روبيرتو ستيلوني على موقع قاعدة بيانات كرة القدم.إي يو (الإنجليزية)
- روبيرتو ستيلوني على موقع Soccerway.com (الإنجليزية)
- روبيرتو ستيلوني على موقع عالم كرة القدم.نت (الإنجليزية)